# Судан (носорог)
Судан (1973 — 19 марта 2018) — последний из живших самцов северного белого носорога (подвид белых носорогов). Был усыплён в марте 2018 года по причине тяжёлой болезни животного.

## Биография
Судан родился в 1973 году, в Судане (ныне эта территория относится к государству Южный Судан). В 1975 году был пойман и перевезён в Чехословакию, в зоопарк города Двур-Кралове-над-Лабем. В 2009 году было принято решение вернуть Судана на родину в рамках программы «последний шанс выжить», вместе с тремя другими особями, в надежде, что он сможет восстановить популяцию.
Последние годы Судан проживал в заповеднике «Ол Паджета», находящемся недалеко от города Наньюки (Кения). Чтобы защитить его от браконьеров, власти Кении приставили к нему круглосуточную охрану, а на тело Судана установили радиопередатчики. Кроме того, Судану был специально удалён рог, поскольку только рог представляет для браконьеров ценность.
Судан являлся последним мужским представителем носорогов своего подвида, а значит представлял особую ценность для мирового природного наследия.
Судан стал последним самцом северного белого носорога после смерти носорога Ангалифу (скончался в декабре 2014 года в зоопарке Сан-Диего). По словам директора заповедника:
Угроза браконьерства всегда будет актуальной. Охрана носорогов стала дорогостоящей и очень рискованной, в связи с чем многие заповедники вообще отказались от их содержания и привезли сюда<…>. На самом деле правительство Кении хорошо справилось с этой задачей, особенно это наблюдается в случае с ужесточением санкций к пойманным браконьерам. Но так не везде — например, в южной Танзании браконьерство попросту не регулируется законом
19 марта 2018 года по решению ветеринаров заповедника Судан был усыплён, так как его состояние вследствие тяжёлых возрастных дегенеративных заболеваний резко ухудшилось: мускулы животного атрофировались, а кости начали крошиться, вследствие чего животное не могло вставать и испытывало сильные страдания. Перед тем, как животное было усыплено, у него был собран генетический материал, с помощью которого учёные хотят попытаться, используя методы искусственного оплодотворения, оплодотворить яйцеклетку одной из самок южного белого носорога, тем самым спасти обречённый на вымирание вид. На данный момент более нет данных о существовании других самцов данного вида. Кроме того, существуют лишь две самки северного белого носорога (обе являются потомками Судана): его дочь Наджин и внучка Фату.